# جراح دیوانه
جراح دیوانه اثری است از یورگن توروالد که به شرح حال اواخر زندگی فردیناند زائربروخ می‌پردازد. ذبیح‌الله منصوری این کتاب را به فارسی ترجمه کرده‌است.
فردیناند زائر بروخ جراح معروف آلمانی است که در اواخر دوران زندگی دچار جنون ادواری شده بود و در حین اعمال جراحی به اشتباه موجب قتل چندین نفر از بیماران گشته بود.